# Championnes des États-Unis de natation en bassin de 50 m du 50 m nage libre

## 50 mètres nage libre dames
| Championnat                        | Ville                 | Nageur                      | Naissance | Age   | Club                           | Temps           |
| 1980 printemps (avril) (50m)       | Austin (TX)           | Jill Sterkel                | 1961      | 19    | Longhorns Aquatics             | 25 s 96         |
| 1980 sélections JO (août) (50m)    | Irvine, Ca            | Jill Sterkel                | 1961      | 19    | Longhorn Aquatics              | 26 s 21         |
| 1981 printemps (avril) (25y)       |                       | non disputé                 |           |       |                                |                 |
| 1981 été (août) (50m)              |                       | Jill Sterkel                | 1961      | 20    | Industry Hills                 | 25 s 95         |
| 1982 printemps (avril) (25y)       | Université de Floride | Dara Torres                 | 1967      | 15    | Tandem                         | 22 s 44         |
| 1982 été (août) (50m)              | Indianapolis, In      | Dara Torres                 | 1967      | 15    | Tandem                         | 26 s 13         |
| 1983 printemps (avril) (25y)       | Indianapolis, In      | non disputé                 |           |       |                                |                 |
| 1983 été (août) (50m)              | Clovis, Ca            | Dara Torres                 | 1967      | 16    | Tandem                         | 25 s 62         |
| 1984 printemps (mars) (50m)        |                       | Dara Torres                 | 1967      | 17    | Mission Viejo                  | 25 s 88         |
| 1984 été () (50m)                  |                       | Jenna Johnson               | 1967      | 17    | Industry Hills                 | 26 s 09         |
| 1985 printemps (avril) (25y)       | Monterey Park, Ca     | non disputé                 |           |       |                                |                 |
| 1985 été (août) (50m)              | Mission Viejo, Ca     | Lisa Dorman                 |           |       | Concord Pleasant Hills         | 26 s 20         |
| 1986 printemps (mars) (25y)        | Orlando, Fl           | Jeanne Doolan               |           |       | Texas                          | 22 s 88         |
| 1986 Sélections CM (juin) (50m)    | Orlando, Fl           | Jenna Johnson               | 1967      | 19    | Industry Hills                 | 25 s 69         |
| 1986 été (août) (50m)              | Santa Clara, Ca       | Grace Cornelius             |           |       | Suburban                       | 26 s 20         |
| 1987 printemps (mars) (25y)        | Mission Bay, Fl       | Dara Torres                 | 1967      | 20    | Holmes Lumber                  | 22 s 71         |
| 1987 été (juillet) (50m)           | Clovis, Ca            | Lisa Dorman                 |           |       | Concord Pleasant Hills         | 25 s 94         |
| 1988 printemps (mars) (50m)        | Orlando, Fl           | Dara Torres                 | 1967      | 21    | Holmes Lumber                  | 25 s 78         |
| 1988 été (août) (50m)              |                       | Ann Fetter Leigh            |           |       | Longhorn Aquatics              | 25 s 50         |
| 1989 printemps (mars) (25y)        | Chapel Hill, NC       | Jenny Thompson              | 1973      | 16    | Stanford                       | 22 s 66         |
| 1989 été (août) (50m)              | Los Angeles, CA       | Ann Fetter Leigh            |           |       | Longhorn Aquatics              | 25 s 55         |
| 1990 printemps (mars) (25y)        | Nashville, TE         | Nicole Haislett             | 1972      | 18    | Saint-Pétersbourg              | 22 s 80         |
| 1990 été (août) (50m)              | Austin (TX)           | Jenny Thompson              | 1973      | 17    | Seacoast                       | 25 s 90         |
| 1991 printemps (avril) (50m)       | Federal Way, WA       | Angel Martino               | 1967      | 24    | North River                    | 25 s 88         |
| 1991 été (août) (50m)              | Fort Lauderdale, FL   | Sarah Perroni               |           |       | Fort Lauderdale                | 26 s 00         |
| 1992 sélections JO (mars) (50m)    | Indianapolis, In      | Jenny Thompson              | 1973      | 19    | Stanford                       | 25 s 20         |
| 1992 été (août) (50m)              | Mission Viejo, Ca     | Angel Martino               | 1967      | 25    | Americus Blue Tide             | 25 s 84         |
| 1993 printemps (avril) (50m)       | Nashville, TE         | Jenny Thompson              | 1973      | 20    | Unattached Seacoast            | 25 s 72         |
| 1993 été (juillet) (50m)           | Austin (TX)           | Angel Martino               | 1967      | 26    | Americus Blue Tide             | 25 s 63         |
| 1994 printemps (avril) (50m)       | Federal Way, WA       | Nicole Haislett             | 1974      | 22    | Floride                        | 26 s 06         |
| 1994 été (août) (50m)              | Indianapolis, In      | Amy Van Dyken               | 1973      | 21    | Unattached - Resident          | 25 s 37         |
| 1995 printemps (mars) (50m)        | Minneapolis, MN       | Ashley Chandler             |           |       | Swim Atlanta                   | 25 s 64         |
| 1995 été (août) (50m)              | Pasadena, CA          | Amy Van Dyken               | 1973      | 22    | Unttachaed - Resident          | 25 s 13         |
| 1996 printemps (février) (50m)     | Orlando, Fl           | Angel Martino               | 1967      | 29    | Americus Blue Tide             | 25 s 45         |
| 1996 sélections JO (mars) (50m)    | Indianapolis, In      | Amy Van Dyken               | 1973      | 23    | Unattached - Co.               | 25 s 17         |
| 1996 été (août) (50m)              | Fort Lauderdale, FL   | Liesl Kolbisen              |           |       | Hillenbrand                    | 26 s 11         |
| 1997 printemps (février) (50m)     | Buffalo, NY           | Jenny Thompson              | 1973      | 24    | Stanford                       | 25 s 52         |
| 1997 été (juillet) (50m)           | Nashville, TE         | Amy Van Dyken               | 1973      | 24    | Greenwood Aquatics             | 25 s 10         |
| 1998 printemps (avril) (50m)       | Minneapolis, MN       | Ashley Tappin               |           |       | Hillenbrand                    | 25 s 54         |
| 1998 été (août) (50m)              | Clovis, Ca            | Barbara Bedford             |           |       | Colorado Springs               | 25 s 64         |
| 1999 printemps (avril) (50m)       | Long Island, NY       | Tammie Spatz                |           |       | Texas Aquatics                 | 25 s 60         |
| 1999 été (août) (50m)              | Minneapolis, MN       | Amy Van Dyken               | 1973      | 26    | Unattached - Resident          | 25 s 13         |
| 2000 printemps (mars) (50m)        |                       | Dara Torres                 | 1967      | 33    | Unattached - Santa Clara       | 25 s 09         |
| 2000 sélections JO (août) (50m)    | Indianapolis, In      | Dara Torres                 | 1967      | 33    | Stanford                       | 24 s 90         |
| 2001 printemps (avril) (50m)       | Austin (TX)           | Tammie Stone                |           |       | Texas Aquatics                 | 25 s 11         |
| 2001 été (août) (50m)              | Fresno, CA            | Tammie Stone                |           |       | Texas Aquatics                 | 25 s 43         |
| 2002 printemps (mars) (50m)        | Minneapolis, MN       | Christina Swindle           |           |       | Miami                          | 25 s 29         |
| 2002 été (août) (50m)              | Fort Lauderdale, FL   | Haley Cope                  |           |       | California Aquatics            | 25 s 48         |
| 2003 printemps (avril) (50m)       | Indianapolis, In      | Jenny Thompson              | 1973      | 30    | Badger Swim Club               | 25 s 02         |
| 2003 été (août) (50m)              | College Park, MA      | Malia Metella Sarah Wanezek | 1982 1982 | 21 21 | France Texas aquatics          | 25 s 18 25 s 65 |
| 2004 printemps (février) (50m)     | Orlando, Fl           | Michelle Engelsman          | 1979      | 25    | Unattached                     | 25 s 17         |
| 2004 sélections JO (juillet) (50m) | Long Beach, CA        | Jenny Thompson              | 1973      | 31    | Badger Swim Club               | 25 s 02         |
| 2004 été (août) (50m)              | Stanford, CA          | Brooke Bishop               | 1986      | 18    | PASAPC                         | 26 s 10         |
| 2005 Sélections CM (avril) (50m)   | Indianapolis, In      | Kara Lynn Joyce             | 1985      | 20    | Athens Bulldog                 | 25 s 17         |
| 2005 été (août) (50m)              | Irvine, Ca            | Amanda Weir                 | 1986      | 19    | SA-GA                          | 25 s 45         |
| 2006 printemps (mars) (50m)        | Federal Way, WA       | Rhiannon Jeffrey            | 1986      | 20    | University Of South California | 25 s 47         |
| 2006 été (août) (50m)              | Irvine, Ca            | Kara Lynn Joyce             | 1985      | 21    | Athens Bulldogs                | 24 s 97         |
| 2007 printemps (mars) (50m)        | East Meadow, NY       | Samantha Woodward           | 1990      | 17    | CSC OK                         | 25 s 79         |
| 2007 été (juillet) (50m)           | Indianapolis, In      | Dara Torres                 | 1967      | 40    | CSSCF FG                       | 24 s 53 RUSA    |
| 2008 Sélections JO (juillet) (50m) | Omaha                 | Dara Torres                 | 1967      | 41    | CSSCF FG                       | 24 s 25 RUSA    |

Modèle:Championnes des Etats-Unis de natation bassin de 50 m